# Ganthorpe
Ganthorpe är en by i civil parish Terrington, i kommunen North Yorkshire, i grevskapet North Yorkshire, i England. Byn är belägen 10 km från Malton. Ganthorpe var en civil parish 1866–1986 när blev den en del av Terrington. Civil parish hade 67 invånare år 1961. Byn nämndes i Domedagsboken (Domesday Book) år 1086, och kallades då Galmetona/Gameltorp.